# 董津义
董津义（1949年11月—），男，天津人，中华人民共和国政治人物、外交官。

## 生平
1972年，进入中华人民共和国外交部工作。1976年起，先后在驻法国大使馆、外交部礼宾司交替任职。1994年，任外交部礼宾司参赞。1997年，任驻比利时大使馆兼驻欧共体使团参赞，后升任公使衔参赞。2001年，任外交部办公厅副主任。2002年，任外交部办公厅主任。2005年3月，出任中华人民共和国驻意大利大使兼驻圣马力诺大使。2008年4月，出任中华人民共和国驻瑞士大使。2010年8月，自驻瑞士大使离任。

## 家庭
已婚，有一子。

## 荣誉

### 外国勋章奖章
- 意大利团结之星大军官勋章（義大利語：Ordine della Stella della Solidarietà Italiana）（意大利，2008年4月22日批准[4][5]，2008年2月13日于罗马颁发[6]）